# Neoscona achine
Neoscona achine är en spindelart som först beskrevs av Simon 1906.  Neoscona achine ingår i släktet Neoscona och familjen hjulspindlar. Inga underarter finns listade i Catalogue of Life.